# Starytschi
Starytschi (ukrainisch Старичі; russisch Старичи Staritschi, polnisch Starzyska) ist ein Dorf in der ukrainischen Oblast Lwiw mit etwa 3300 Einwohnern (2024).
Am 12. Juni 2020 wurde das Dorf ein Teil neu gegründeten Stadtgemeinde Nowojaworiwsk im Rajon Jaworiw; bis dahin bildete es zusammen mit dem westlich angrenzenden Dorf Wolja-Staryzka (Воля-Старицька) die Landratsgemeinde Starytschi (Старичівська сільська рада/Starytschiwska silska rada) im Zentrum des Rajon Jaworiw.
Die Ortschaft liegt in der historischen Landschaft Galizien am Ufer der Tereschka (Терешка), einem 10 km langen, rechten Nebenfluss des Szkło, 3 km nördlich der Siedlung städtischen Typs Schklo, etwa 20 km nordöstlich vom Rajonzentrum Jaworiw und 44 km nordwestlich vom Oblastzentrum Lwiw. Der Osten von Starytschi liegt auf dem Gelände des Truppenübungsplatzes Jaworiw.
Das Dorf besitzt eine Bahnstation (Schklo-Starschyska) an der Bahnstrecke Lwiw–Przemyśl.